# 約克敦 (紐約州)
約克敦（英語：Yorktown）是一個位於美國紐約州西徹斯特縣的鎮。

## 人口
根據2020年美國人口普查的數據，約克敦的面積為101.90平方千米，當中陸地面積為95.21平方千米，而水域面積為6.69平方千米。當地共有人口21541人，而人口密度為每平方千米211人。